# Tramea rosenbergi
Tramea rosenbergi – gatunek ważki z rodziny ważkowatych (Libellulidae).